# Janet Woodcock

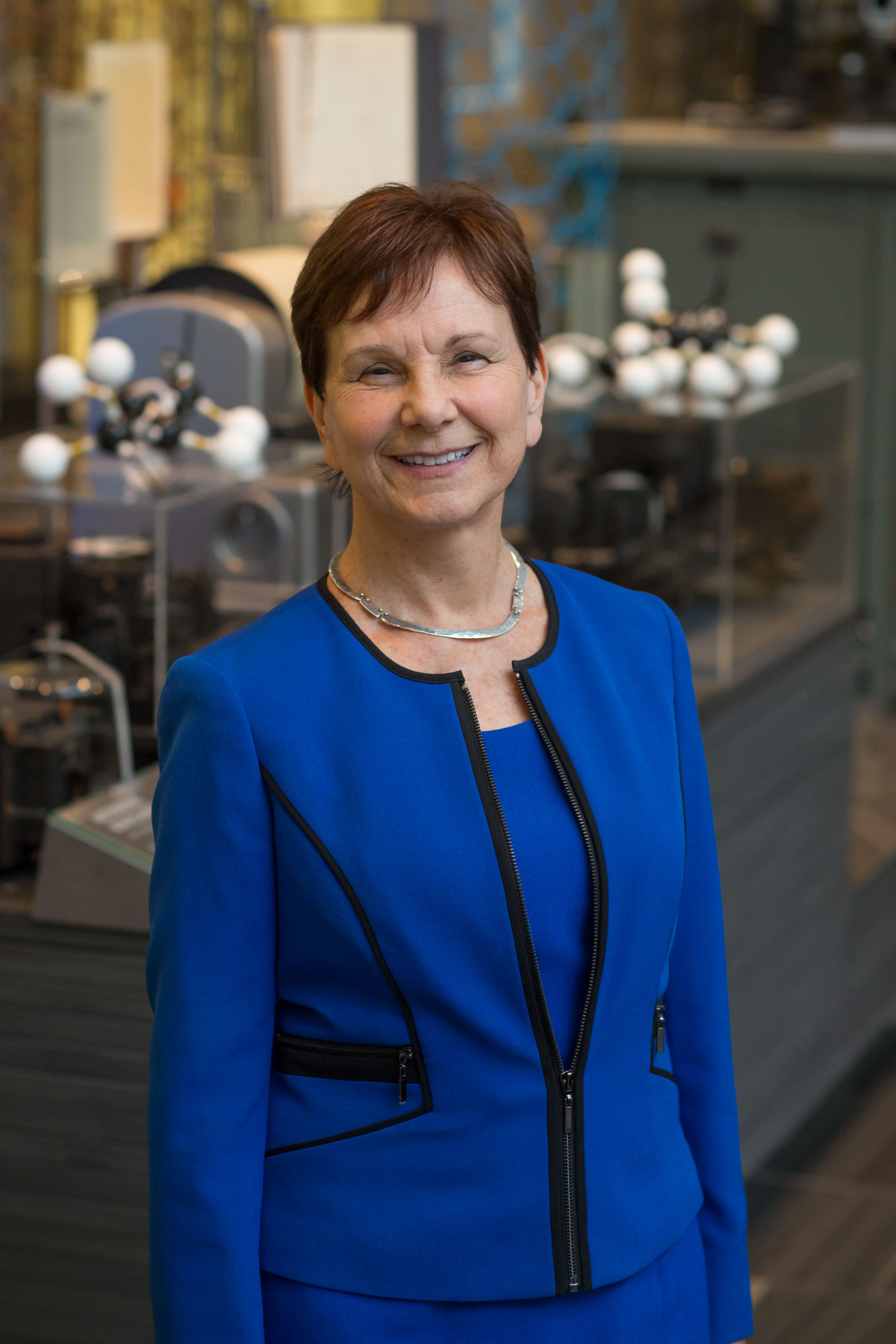
Janet Woodcock (2019)

Janet Woodcock (geboren am 29. August 1948) ist eine US-amerikanische Ärztin, die derzeit als amtierende Kommissarin der U.S. Food and Drug Administration (FDA) tätig ist und das Center for Drug Evaluation and Research (CDER) leitet.

## Leben
Woodcock erhielt 1970 einen Bachelor of Science in Chemie von der Bucknell University und promovierte 1977 an der Feinberg School of Medicine der Northwestern University Medical School zum Doktor der Medizin. Sie arbeitete am Hershey Medical Center der Pennsylvania State University (1978–1981) und am Veterans Administration Medical Center der University of California (1982–1985). Sie trat 1986 in die FDA ein und hatte dort eine Reihe von Führungspositionen inne, unter anderem war sie von 1994 bis 2004 und von 2007 bis heute Direktorin des CDER. Seit Präsident Biden ist sie Leiterin der FDA.
Im Jahr 2021 ehrte die Fachzeitschrift Nature sie mit einem Eintrag in ihrer Nature’s-10-Liste als eine der zehn Personen, welche die Wissenschaft in jenem Jahr geprägt haben.